# Vizite de stat ale lui Nicolae și Elena Ceaușescu
Nicolae Ceaușescu a vizitat oficial un număr mare de țări în cei aproape 25 de ani de putere. Puțini șefi de stat l-au egalat în numărul de vizite oficiale peste hotare.
Mai jos este redată o listă cu vizitele de stat întreprinse în perioada 1965-1989.

## Listă vizite de stat 1965-1989
1965
- 15 august – La Varna are loc o întâlnire între Ceaușescu și Todor Jivkov.
- 3-11 septembrie – Vizita de stat a lui Nicolae Ceaușescu în URSS (convorbiri cu Leonid Brejnev).
- 13-18 septembrie – Vizita de stat a lui Nicolae Ceaușescu în Bulgaria. (Discuții cu Jivkov; Semnarea unui acord pt. schimburile de mărfuri)

1966
- 14-15 februarie – Vizita de stat a lui Nicolae Ceaușescu în Bulgaria.
- 17-22 octombrie – Vizita de stat a lui Nicolae Ceaușescu în URSS (convorbiri cu liderii comuniști din Bulgaria, Cehoslovacia, Cuba, RDG, Mongolia, Polonia, Ungaria)

1967
- 17-18 martie – Vizita de stat a lui Nicolae Ceaușescu în URSS (convorbiri cu Leonid Brejnev la Moscova)
- 24-26 mai – Vizita de stat a lui Nicolae Ceaușescu în Ungaria
- 13 iunie – Vizita de stat a lui Nicolae Ceaușescu în Iugoslavia
- 1-8 noiembrie – Vizita de stat a lui Nicolae Ceaușescu în URSS. Nicolae Ceaușescu participă la Moscova la sărbătorirea semicentenarului Revoluției din Octombrie.
- 14-15 decembrie – Vizita de stat a lui Nicolae Ceaușescu în URSS (convorbiri cu Leonid Brejnev).

1968
- 3-4 ianuarie – Vizita de prietenie a lui Nicolae Ceaușescu în Iugoslavia.
- 21-23 februarie – Vizita de stat a lui Nicolae Ceaușescu în Cehoslovacia.
- 6-7 martie – Vizita lui Nicolae Ceaușescu în Bulgaria (Sofia) unde participă la Consfătuirea Comitetului Politic Consultativ al statelor membre ale Tratatului de la Varșovia.
- 27 mai-1 iunie – Vizita de stat a lui Nicolae Ceaușescu în Iugoslavia (convorbiri cu Tito cu privire la interesele comune româno-iugoslave).
- 15-17 august – Vizita de stat a lui Nicolae Ceaușescu în Cehoslovacia (semnarea Tratatului de prietenie, colaborare și asistență mutuală cu durată de 20 de ani).
- 24 august – Întâlnire între Nicolae Ceaușescu și Tito la Vârșeț. (Ceaușescu nu primește sprijinul așteptat din partea lui Tito)

1969
- 17 martie – Vizita lui Nicolae Ceaușescu în Budapesta (Ungaria) unde participă la la Consfătuirea Comitetului Politic Consultativ al statelor membre ale Tratatului de la Varșovia.
- 24-29 martie – Vizita oficială a lui Nicolae Ceaușescu în Turcia.
- 23-26 aprilie – Vizita lui Nicolae Ceaușescu în URSS unde participă la cea de-a 23 sesiune CAER.
- 5-17 mai – Vizita lui Nicolae Ceaușescu în URSS unde participă la Consfătuirea de la Moscova a partidelor comuniste și muncitorești (întâlnire cu Brejnev).
- 18-29 mai –  Vizita de stat a lui Nicolae Ceaușescu în Polonia (convorbiri cu Wladyslaw Gomulka).
- 1-6 septembrie – Vizita oficială în Iran a lui Nicolae Ceaușescu.
- 13-18 octombrie – Vizita oficială în India a lui Nicolae Ceaușescu.
- 4-5 decembrie – Vizita lui Nicolae Ceaușescu în URSS unde participă la Moscova la Consfătuirea conducătorilor de partid și de stat din Bulgaria, Cehoslovacia, RDG, Polonia, Ungaria, URSS.

1970
- 15-19 iunie – Vizita oficială în Franța a lui Nicolae Ceaușescu (la invitația lui Georges Pompidou).
- 20 august – Vizita lui Nicolae Ceaușescu în URSS unde participă la Moscova la Consfătuirea Comitetului Politic Consultativ al statelor membre ale Tratatului de la Varșovia.
- 11-12 septembrie – Întâlnirea lui Ceaușescu cu Jivkov la Ruse și Giurgiu pentru semnarea Protocolului cu privire la realizarea proiectului comun al Complexului hidroenergetic din zona Islaz-Somovit pe Dunăre.
- 21-25 septembrie – Vizita oficială în Austria a lui Nicolae Ceaușescu.
- 13-27 octombrie – Vizita oficială în SUA a lui Nicolae Ceaușescu la invitația președintelui Richard Nixon. Participă la sesiunea jubiliară consacrată împlinirii a 25 de ani de la crearea ONU. Este întâmpinat cu ostilitate de românii stabiliți în SUA.
- 18-21 noiembrie – Vizita de stat în Bulgaria a lui Nicolae Ceaușescu.
- 7-11 decembrie – Vizita oficială în Maroc a lui Nicolae Ceaușescu.

1971
- 1-9 iunie – Vizita oficială în RP Chineză a lui Nicolae Ceaușescu (întâlnire cu Mao).
- 9-15 iunie – Vizita oficială în RPD Coreeană a lui Nicolae Ceaușescu (întâlnire cu Kim Ir Sen).
- 15-19 iunie – Vizita oficială în RD Vietnam a lui Nicolae Ceaușescu (întâlnire cu).
- 21-24 iunie – Vizita oficială în RP Mongolă a lui Nicolae Ceaușescu (întâlnire cu Jumjaaghiin Țendenbal). Vizita se desfășoară într-o atmosferă glacială, semn al iritării URSS față de vizita în China.
- 29 iunie-3 iulie – Vizita oficială în Finlanda a lui Nicolae Ceaușescu (întâlnire cu preș. Urko Kekkonen).
- 15-16 octombrie – Vizita oficială în Iran a lui Nicolae Ceaușescu unde participă la festivitățile consacrate aniversării statului iranian.

1972
- 25-26 ianuarie – Vizita lui Nicolae Ceaușescu în Cehoslovacia unde participă, la Praga, la Consfătuirea Comitetului Politic Consultativ al statelor membre ale Tratatului de la Varșovia.
- 11-16 martie – Vizita oficială în Republica Algeria a lui Nicolae Ceaușescu.
- 16-18 martie – Vizita oficială în Republica Africa Centrală a lui Nicolae Ceaușescu.
- 18-21 martie – Vizita oficială în R.D. Congo a lui Nicolae Ceaușescu.
- 21-23 martie – Vizita oficială în Zair a lui Nicolae Ceaușescu.
- 23-27 martie – Vizita oficială în Republica Zambia lui Nicolae Ceaușescu.
- 27-30 martie – Vizita oficială în Tanzania a lui Nicolae Ceaușescu.
- 30 martie-1 aprilie – Vizita oficială în Sudan a lui Nicolae Ceaușescu.
- 2-6 aprilie – Vizita oficială în Egipt a lui Nicolae Ceaușescu. Întrevederi cu Anwar el-Sadat.
- 31-1august – Nicolae Ceaușescu participă în Crimeea la întâlnirea conducătorilor de partid și de stat din unele țări socialiste la care are loc un schimb de păreri și o informare reciprocă în probleme de colaborare economică, politică și în alte domenii. Pe 1 august Ceaușecu se întâlnește cu Brejnev.
- 27-28 septembrie – Vizita oficială în R. P. Bulgaria a lui Nicolae Ceaușescu.
- 20-23 decembrie – Nicolae Ceaușescu participă, la Moscova, la aniversarea semicentenarului URSS.

1973
- 8-12 ianuarie – Vizita oficială în Pakistan a lui Nicolae Ceaușescu.
- 12-13 ianuarie – Vizita neoficială în Iran a lui Nicolae Ceaușescu.
- 6-7 martie – Vizita neoficială de prietenie în Cehoslovacia a lui Nicolae Ceaușescu.
- 10-13 aprilie – Vizita oficială în Olanda a lui Nicolae Ceaușescu. Convorbiri cu Regina Iuliana și cu primul ministru.
- 21-25 mai – Vizita oficială în Italia a lui Nicolae Ceaușescu. La 26 mai Ceaușescu a fost primit în audiență de papa Paul al VI-lea.
- 25-26 mai – Vizita oficială în San Marino a lui Nicolae Ceaușescu.
- 26-30 iunie – Vizita oficială în RFG a lui Nicolae Ceaușescu.
- 15-16 iulie – Vizita oficială de partid și de stat în Iugoslavia a lui Nicolae Ceaușescu.
- 30 iulie-1 august – Nicolae Ceaușescu participă în Crimeea la întâlnirea conducătorilor de partid și de stat din unele țări socialiste. Pe 1 august Ceaușescu se întâlnește cu Brejnev.
- 29 august-3 sept – Vizita oficială de prietenie în Cuba a lui Nicolae Ceaușescu.
- 3-5 septembrie – Vizita oficială în Costa Rica a lui Nicolae Ceaușescu.
- 5-10 septembrie – Vizita oficială în Venezuela a lui Nicolae Ceaușescu.
- 10-13 septembrie – Vizita oficială în Columbia a lui Nicolae Ceaușescu.
- 13-15 septembrie – Vizita oficială în Ecuador a lui Nicolae Ceaușescu.
- 15-20 septembrie – Vizita oficială în Peru a lui Nicolae Ceaușescu.
- 21 septembrie – În cursul escalei la Dakar, Ceaușescu are o întrevedere cu președintele Senegalului
- 21-22 septembrie – Vizita neoficială în Maroc a lui Nicolae Ceaușescu.
- 2-3 decembrie – În drum spre SUA, Nicolae Ceaușescu, efectuează o scurtă vizită în Algeria.
- 4-8 decembrie – Vizita oficială în SUA a lui Nicolae Ceaușescu unde are convorbiri cu președintele Richard Nixon.

1974
- 12-14 februarie – Vizita oficială în Libia a lui Nicolae Ceaușescu.
- 14-17 februarie – Vizita oficială în Liban a lui Nicolae Ceaușescu.
- 17-19 februarie – Vizita oficială în Siria a lui Nicolae Ceaușescu.
- 19-21 februarie – Vizita oficială în Irak a lui Nicolae Ceaușescu.
- 4-5 martie – Vizita oficială în Liberia a lui Nicolae Ceaușescu.
- 5-8 martie – Vizita oficială în Argentina a lui Nicolae Ceaușescu.
- 9-11 martie – Vizita oficială în Guineea a lui Nicolae Ceaușescu.
- 17-18 aprilie – Vizita lui Nicolae Ceaușescu în Polonia (Varșovia) unde participă la Consfătuirea Comitetului Politic Consultativ al statelor membre ale Tratatului de la Varșovia.
- 12 mai – Vizita de prietenie în Bulgaria a lui Nicolae Ceaușescu.

1975
- 4-9 aprilie – Vizita oficială de stat în Japonia a lui Nicolae Ceaușescu. Primit de Împăratul Hirohito.
- 9-13 aprilie – Vizita oficială de stat în Filipine a lui Nicolae Ceaușescu.
- 13-14 aprilie – Vizita de prietenie în Pakistan a lui Nicolae Ceaușescu.
- 14-17 aprilie – Vizita de oficială prietenie în Iordania a lui Nicolae Ceaușescu.
- 17-19 aprilie – Vizita de oficială prietenie în Tunisia a lui Nicolae Ceaușescu.
- 24 aprilie – Vizita de prietenie în Siria a lui Nicolae Ceaușescu.
- 25 aprilie – Vizita de prietenie în Egipt a lui Nicolae Ceaușescu.
- 4 iunie – Scurtă escală la Dakar (convorbiri cu presedintele Senegalului, Senghor)
- 4-7 iunie – Vizita oficială de prietenie în Brazilia a lui Nicolae Ceaușescu.
- 7 iunie – Scurtă escală la Caracas (convorbiri cu presedintele Venezuelei, Rodriguez)
- 7-11 – iunie Vizita de oficială prietenie în Mexic a lui Nicolae Ceaușescu.
- 11 iunie – Are loc, la Washington, întâlnirea între Nicolae Ceaușescu și Gerald Ford. Întâlniri cu lideri ai congresului American
- 12 iunie – Cu prilejul escalei pe aeroportul din Londra, N Ceaușescu are o convorbire cu premierul britanic Harold Wilson.
- 30 iulie – Nicolae Ceaușescu sosește la Helsinki, unde este primit de preș Finlandei, Kekkonen.
- 1 august – România este una din cele 35 de țări care semnează Actul final al Conferinței de la Helsinki.
- 28-31 – octombrie Vizita oficială în Republica Portugheză a președintelui României, Nicolae Ceaușescu.
- 27 noiembrie-1 decembrie – Vizita de oficială prietenie în Iran a lui Nicolae Ceaușescu.

1976
- 26-29 martie – Vizita oficială în Grecia a lui Nicolae Ceaușescu.
- 29-31 martie – Vizita oficială în Kuweit a lui Nicolae Ceaușescu.
- 22-24 iunie – Vizita oficială în Turcia a lui Nicolae Ceaușescu.
- 27-28 iulie – Vizita de prietenie în Bulgaria a lui Nicolae Ceaușescu.
- 2-3 august – Vizita în URSS a lui Nicolae Ceaușescu. Cu această ocazie este vizitată – pentru prima dată de un șef de stat roman dupa 1944 – RSS Moldovenească.
- 3-9 august. Concediul lui Nicolae Ceaușescu în URSS. Se întâlnește în Crimeea cu Brejnev, prim-secretar al CC al PCUS.
- 9-11 august – Vizita de prietenie în RSS Gruzină a lui Nicolae Ceaușescu.
- 11-12 august – Vizita în RSS Armenia a lui Nicolae Ceaușescu.
- 8-11 septembrie – Vizita oficială de prietenie în Iugoslavia a lui Nicolae Ceaușescu.

1977
- 22-23 februarie – Vizita oficială de prietenie în Rebublica Islamică Mauritania a lui Nicolae Ceaușescu.
- 23-25 februarie – Vizita oficială de prietenie în Republica Senegal a lui Nicolae Ceaușescu.
- 25-27 februarie – Vizita oficială de prietenie în Republica Ghana a lui Nicolae Ceaușescu.
- 27 februarie-2 martie – Vizita oficială de prietenie în Coasta de Fildeș a lui Nicolae Ceaușescu.
- 2-5 martie – Vizita oficială de prietenie în Republica Federală Nigeria a lui Nicolae Ceaușescu. Întreruptă din cauza cutremurului devastator de pe 4 martie.
- 11-13 mai – Vizita oficială de prietenie în Republica Araba Egipt a lui Nicolae Ceaușescu.
- 17-19 mai – Vizita oficială de prietenie în RP Polonă a lui Nicolae Ceaușescu.
- 8-10 iunie – Vizita oficială de prietenie în RDG a lui Nicolae Ceaușescu.
- 15-16 iunie – Întâlnirea dintre N. Ceaușescu și președintele maghiar, Janos Kadar la Debrecen, Ungaria.
- 5 august – Întâlnirea din Crimeea între N. Ceaușescu și L. Brejnev, prim-secretar al CC al PCUS.
- 5-8 septembrie – Vizita de prietenie în Bulgaria a lui Nicolae Ceaușescu.
- 1-3 noiembrie – Vizita de stat a lui Nicolae Ceaușescu în URSS. Nicolae Ceaușescu participă la Moscova la sărbătorirea a 60 de ani de la Marea Revoluție Socialistă din Octombrie.

1978
- 12-17 aprilie – Vizita oficială în SUA a lui Nicolae Ceaușescu. Întâlnirea cu președintele SUA, Jimmy Carter.
- 14 mai – În drum spre R.P. Chineză, Nicolae Ceaușescu efectuează o vizită în Iran, la Teheran.
- 15-20 mai – Vizita oficială de prietenie în RP Chineză a lui Nicolae Ceaușescu.
- 20-23 mai – Vizita oficială de prietenie în RPD Coreeană a lui Nicolae Ceaușescu.
- 23-26 mai – Vizita oficială de prietenie în RD Vietnam a lui Nicolae Ceaușescu.
- 26-28 mai – Vizita oficială de prietenie în Republica Laos a lui Nicolae Ceaușescu.
- 28-30 mai – Vizita oficială de prietenie în Kampuchia Democrată a lui Nicolae Ceaușescu.
- 30 mai – Nicolae Ceaușescu întreprinde o scurtă vizită în India, la Delhi, unde are convorbiri cu premierul indian Monarji Desai.
- 13-16 iunie – Vizita oficială de stat în Regatul Unit al Marii Britanii și Irlandei de Nord a lui Nicolae Ceaușescu. Întâlniri cu Regina Elisabeta a II-a.
- 7 august – Întâlnirea din Crimeea între N. Ceaușescu și L. Brejnev, prim-secretar al CC al PCUS.
- 16-17 noiembrie – Vizita oficială de prietenie în RSF Iugoslavia a lui Nicolae Ceaușescu.
- 22-23 noiembrie – La Moscova, Nicolae Ceaușescu ia parte la lucrările Consfătuirea Comitetului Politic Consultativ al țărilor participante la Tratatul de la Varșovia.

1979
- 15-17 februarie – Vizita oficială de prietenie în RP Bulgară a lui Nicolae Ceaușescu.
- 8-9 aprilie – Vizita oficială de prietenie în Libia a lui Nicolae Ceaușescu.
- 9-12 aprilie – Vizita oficială de prietenie în Republica Gabon a lui Nicolae Ceaușescu.
- 12-15 aprilie – Vizita oficială de prietenie în RP Angola a lui Nicolae Ceaușescu.
- 15-18 aprilie – Vizita oficială de prietenie în R Zambia a lui Nicolae Ceaușescu.
- 18-21 aprilie – Vizita oficială de prietenie în RP Mozambic a lui Nicolae Ceaușescu.
- 21-23 aprilie – Vizita oficială de prietenie în R Burundi a lui Nicolae Ceaușescu.
- 23-25 aprilie – Vizita oficială de prietenie în RD Sudan a lui Nicolae Ceaușescu.
- 25 aprilie – La Ismalia, Nicolae Ceaușescu efectuează o vizită de prietenie în Republica Araba Egipt. Convorbiri cu El Sadat.
- 21-25 mai – Vizita oficială în Spania a lui Nicolae Ceaușescu.
- 1 august – Întâlnirea din Crimeea între N. Ceaușescu și L. Brejnev, prim-secretar al CC al PCUS.
- 13-17 august – Vizita oficială de prietenie în Siria a lui Nicolae Ceaușescu. Întalnire cu Yasser Arafat.
- 17 august – Vizita oficială de prietenie în Turcia a lui Nicolae Ceaușescu.

1980
- 13-14 februarie – Vizita oficială în RP Bulgaria a lui Nicolae Ceaușescu.
- 7-8 mai – Nicolae Ceaușescu participă la Belgrad la funeraliile președintelui Iosip Broz Tito.
- 14-15 mai – La Varșovia, Nicolae Ceaușescu ia parte la lucrările Consfătuirii Comitetului Politic Consultativ al țărilor participante la Tratatul de la Varșovia.
- 23-26 mai – Vizita oficială în Franța a lui Nicolae Ceaușescu. Întâlniri cu Giscard d’Estaing.
- 4 august – Întâlnirea din Crimeea între N. Ceaușescu și L. Brejnev, prim-secretar al CC al PCUS.
- 22-24 septembrie – Vizita oficială de prietenie în RSF Iugoslavia a lui Nicolae Ceaușescu.
- 6-10 noiembrie – Vizita în Suedia a lui Nicolae Ceaușescu.
- 10-13 noiembrie – Vizita în Danemarca a lui Nicolae Ceaușescu.
- 13-15 noiembrie – Vizita în Norvegia a lui Nicolae Ceaușescu.
- 5 mai – La Moscova, Nicolae Ceaușescu ia parte la întâlnirea conducătorilor de partid și de stat al țărilor participante la Tratatul de la Varșovia.

1981
- 21 ianuarie – Vizita de prietenie în RP Bulgaria a lui Nicolae Ceaușescu.
- 19-21 mai – Vizita oficială de prietenie în RS Cehoslovacia a lui Nicolae Ceaușescu.
- 9-12 iunie – Vizita de stat în Austria a lui Nicolae Ceaușescu.
- 31 iulie – Întâlnirea din Crimeea între N. Ceaușescu și L. Brejnev, prim-secretar al CC al PCUS.

1982
- 13-17 aprilie – Vizita oficială de prietenie în RP Chineză a lui Nicolae Ceaușescu.
- 17-20 aprilie – Vizita oficială de prietenie în RPD Coreeană a lui Nicolae Ceaușescu.
- 4-7 mai – Vizita de stat în Grecia a lui Nicolae Ceaușescu.
- 25-26 mai – Vizita oficială de prietenie în Republica Arabă Siriană a lui Nicolae Ceaușescu.
- 16-17 iunie – Vizita oficială de prietenie în Irak a lui Nicolae Ceaușescu.
- 17-19 iunie – Vizita oficială de prietenie în Iordania a lui Nicolae Ceaușescu.
- 12-14 octombrie – Vizita oficială de prietenie în RP Bulgaria a lui Nicolae Ceaușescu.
- 25-27 octombrie – Vizita oficială de prietenie în RSF Iugoslavia a lui Nicolae Ceaușescu.
- 14-15 noiembrie – La Moscova, Nicolae Ceaușescu participă la funerariile lui Leonid I. Brejnev.
- 21-22 noiembrie – Vizita oficială de prietenie în Republica Islamică Pakistan a lui Nicolae Ceaușescu.
- 22-24 noiembrie – Vizita oficială de prietenie în Republica Indonezia a lui Nicolae Ceaușescu.
- 24-25 noiembrie – Vizita oficială de prietenie în Republica Singapore a lui Nicolae Ceaușescu.
- 25-27 noiembrie – Vizita oficială de prietenie în Malayezia a lui Nicolae Ceaușescu.
- 27-28 noiembrie – Vizita oficială de prietenie în Kuweit a lui Nicolae Ceaușescu.
- 20-22 decembrie – Nicolae Ceușescu participă la Moscova la festivitățile prilejuite de cea de-a 60-a aniversare a creării URSS. Întâlniri cu Iuri Andropopov, secretar general al PCUS.

1983
- 4-5 ianuarie Nicolae Ceaușescu participă la Consfătuirea Comitetului Politic Consultativ al statelor membre ale Tratatului de la Varșovia.
- 24-26 februarie – Vizita de prietenie în RP Bulgaria a lui Nicolae Ceaușescu.
- 20-23 mai – Vizita în Turcia a lui Nicolae Ceaușescu.
- 27-28 iunie – La Moscova, Nicolae Ceaușescu participă la întâlnirea onducătorilor de partid și de stat din Bulgaria, Cehoslovacia, RDG, R.P. Polonia, R.P. Ungară, și URSS.
- 12-14 iulie – Vizita oficială de prietenie în Etiopia alui Nicolae Ceaușescu.
- 14-18 iulie – Vizita oficială de prietenie în Republica Zimbabwe a lui Nicolae Ceaușescu.
- 18-20 iulie – Vizita oficială de prietenie în Republica Mozambic a lui Nicolae Ceaușescu.
- 20-22 iulie – Vizita oficială de prietenie în Republica Zambia a lui Nicolae Ceaușescu.
- 22-23 iulie – Vizita oficială de prietenie în Republica Somalia a lui Nicolae Ceaușescu.
- 18-19 octombrie – Vizita oficială în Malta a lui Nicolae Ceaușescu.
- 19-22 octombrie – Vizita oficială în Republica Arabă Egipt a lui Nicolae Ceaușescu.
- 22-24 octombrie – Vizita oficială în RD Sudan a lui Nicolae Ceaușescu.
- 24-25 octombrie – Vizita oficială în Republica Cipru a lui Nicolae Ceaușescu.

1984
- 14 februarie – Nicolae Ceaușescu ia parte la întâlnirea lui C.Cernenko, secretar al CC al PCUS, cu șefii delegațiilor de partid și de stat din țările participante la tratatul de la Varșovia, care se aflau la ceremoniea de înmormântare a lui Iuri Andropov.
- 29-30 martie – Vizita de prietenie în RP Bulgaria a lui Nicolae Ceaușescu.
- 12-13 aprilie – Vizita de prietenie și de lucru în RSF Iugoslavia a lui Nicolae Ceaușescu, secretar CC al PCR, președintele României.
- 7-10 mai – Vizita oficială de prietenie în Republica Islamică Pakistan a președintelui României, Nicolae Ceaușescu.
- 10-11 mai – Vizita oficială de prietenie în Republica Arabă Siriană a lui Nicolae Ceaușescu.
- 4 iunie – Vizita de lucru în URSS a lui Nicolae Ceaușescu.
- 6-8 iunie – Vizita oficială de prietenie în Republica Polonă a lui Nicolae Ceaușescu.
- 15-17 octombrie – Vizita de stat în RFG a lui Nicolae Ceaușescu, care are convorbiri cu Richard von Weizsäcker și cancelarul general Helmut Kohl.

1985
- 4-6 martie – Vizita oficială de prietenie în Libia a lui Nicolae Ceaușescu.
- 14-18 aprilie – Vizita oficială în Canada a lui Nicolae Ceaușescu.
- 28-30 mai – Vizita oficială de stat în RDG a delegației de partid și de stat române, condusă de Nicolae Ceaușescu.
- 7 octombrie – Vizita oficială de prietenie în RP Chineză a lui Nicolae Ceaușescu.
- 12-13 decembrie – Vizita de prietenie și de lucru în RSF Iugoslavia a lui Nicolae Ceaușescu.

1986
- Pe 16 mai, Nicolae Ceaușescu semnează – la Moscova – Programul de lungă durată privind dezvoltarea colaborării economice și tehnico-științifice dintre România și URSS până în anul 2000.
- 18 decembrie – Întâlnire prietenesacă între Jivkov și Ceaușescu la Giurgiu și Ruse.

1987
- 9-12 martie – Vizita oficială de prietenie în Republica India a lui Nicolae Ceaușescu.
- 14-16 martie – Vizita oficială de prietenie în RS a Uniunii Birmane a lui Nicolae Ceaușescu.
- 16-18 martie – Vizita oficială de prietenie în Regatul Nepal a lui Nicolae Ceaușescu.
- 28-30 martie – Vizita oficială de prietenie în RP Angola a lui Nicolae Ceaușescu.
- 30 martie-1 aprilie – Vizita oficială de prietenie în R Zair a lui Nicolae Ceaușescu.
- 1-3 aprilie – Vizita oficială de prietenie în RP Congo a lui Nicolae Ceaușescu.
- 11 mai – Vizita prietenească de lucru în RS Cehoslovacă a lui Nicolae Ceaușescu.
- 9 iulie – Vizita oficială de lucru în RP Polonă a lui Nicolae Ceaușescu.
- 7-9 octombrie – Vizita oficială de prietenie în RP Bulgaria a lui Nicolae Ceaușescu.
- 19-21 octombrie – Vizita oficială în Turcia a lui Nicolae Ceaușescu.
- 11 noiembrie – Vizita de prietenie în RSF Iugoslavia a lui Nicolae Ceaușescu.
- 23-25 noiembrie – Vizita oficială de prietenie în R.A. Egipt a lui Nicolae Ceaușescu.

1988
- 7-9 martie – Vizita oficială de prietenie în Ghana a lui Nicolae Ceaușescu.
- 9-11 martie – Vizita oficială de prietenie în Liberia a lui Nicolae Ceaușescu.
- 13-15 martie – Vizita oficială de prietenie în Republica Islamică Mauritania a lui Nicolae Ceaușescu.
- 8-10 aprilie – Vizita oficială de prietenie în Indonezia a lui Nicolae Ceaușescu.
- 11-17 aprilie – Vizita oficială de prietenie în Australia a lui Nicolae Ceaușescu.
- 17-19 aprilie – Vizita oficială de prietenie în RS Vietnam a lui Nicolae Ceaușescu.
- 19-21 aprilie – Vizita oficială de prietenie în RP Mongolă a lui Nicolae Ceaușescu.
- 5-7 septembrie – Vizita oficială de prietenie în Kenya a lui Nicolae Ceaușescu.
- 7-9 septembrie – Vizita oficială de prietenie în Tanzania a lui Nicolae Ceaușescu.
- 4 octombrie – Vizita oficială de prietenie în URSS a lui Nicolae Ceaușescu.
- 14-18 octombrie – Vizita oficială de prietenie în RP Chineză a lui Nicolae Ceaușescu.
- 18-21 octombrie – Vizita oficială de prietenie în RPD Coreeană a lui Nicolae Ceaușescu.
- 17-18 noiembrie – Vizita de lucru în RDG a lui Nicolae Ceaușescu.

1989
- 17 mai – Vizita de lucru în RS Cehoslovacă a lui Nicolae Ceaușescu.
- 6-8 octombrie – Nicolae Ceaușescu participă la festivitățile de la Berlin consacrate împlinirii a 40 de ani de la înființarea R.D. Germane (dată la care începe degringolada regimului comunist din această țară). Pe 7 octombrie au loc întâlniri cu Jivkov și Honeker și secretarul P.C. Vietnamez.
- 4 decembrie – Întâlnirea, la Moscova, între Nicolae Ceaușescu și Mihail Gorbaciov, cu prilejul participării la întâlnirea la nivel înalt a conducătorilor statelor membre ale Tratatului de la Varșovia. Are loc un schimb dur de replici între cei doi, încheiat cu o amenințare din partea lui Mihail Gorbaciov care-i cere lui Nicolae Ceaușescu să îmbunătățească nivelul de trai al populației și să respecte drepturile omului.
- 18-20 decembrie – Vizita oficală de prietenie în Republica Islamică Iran a președintelui României, Nicolae Ceaușescu. Cu prilejul vizitei este semnat Programul pe termen lung pentru dezvoltarea cooperării economice, comerciale și tehnice dintre cele două țări.